# آراتاکا
آراتاکا (به پرتغالی: Arataca) یک منطقهٔ مسکونی در برزیل است که در باهیا واقع شده‌است. آراتاکا ۴۳۵٫۹۶ کیلومتر مربع مساحت و ۱۰٬۹۶۱ نفر جمعیت دارد.